# Dotocryptus eoeus
Dotocryptus eoeus är en stekelart som beskrevs av Porter 1971. Dotocryptus eoeus ingår i släktet Dotocryptus och familjen brokparasitsteklar. Inga underarter finns listade i Catalogue of Life.